# 妹ペット
『妹ペット』（いもうとペット）は、2008年に同人ブランド私立さくらんぼ小学校が製作したアダルトゲームのシリーズである。以下の作品が発売されており、本項では両者をあわせて説明する。
- 妹ペット 〜repure〜（いもうとペット リピュア） - 2008年8月17日発売。以下、単に『repure』と記載。
- 妹ペット 〜premo〜（いもうとペット プリモ） - 2008年12月30日発売。以下、単に『premo』と記載。

## 概要
作品タイトルは「妹＋ペット（可愛がるの意、ペットの動名詞であるペッティングも参照のこと）」に由来している。私立さくらんぼ小学校に同人ブランド化する前の、スタジオミルクの商業ブランドである苺みるくの頃に企画された「妹ペット」を作り直したものとなっている。2004年には一度過去に作ったシナリオを全て破棄して作り直しており、当初の企画時点からは5年近く経過しての発売となっている。また、同人化に伴い、当初予定の後半部分のみの内容となっている。
『premo』は、『repure』の少し前、妹たちが妹ペットになるまでの過程を含め、『repure』の作品ストーリーを内包したものとなっている。その他、『repure』と『premo』の違いは、シリーズ作品の違い節に詳述する。

## あらすじ
受験を言い訳にして、受験生となった学年の春から、以前住んでいた街に転校する主人公。本当の理由は妹たちに会うためであった。そして、主人公が数年ぶりに帰ってきた街では、3人の妹たちもまた、主人公に会える日を待っていた。
無事、再会を遂げる主人公と妹たち。しかし、主人公が帰ってきてから、妹たちは以前会っていた頃との違い、違和感を持っていた。その違和感を埋めるべく、主人公との距離を縮めるために妹たちは、主人公の「妹ペット」にしてもらうことを決めるのであった。

## 登場人物

### メインキャラクター
克樹
主人公（名前は変更可能）。受験を言い訳にして妹たちの住む街に引越しをしてくる。妹たちとは、年齢の関係上、別の学校に通っている。転校先の学校では美術を専攻。
響子（きょうこ）（声：榎津まお）
129cm、24kg。妹たちの中では、大人しいお嬢様タイプ。病弱で、数年前、主人公と初めて会うまでは、外出がほとんど禁止されていたほどであった。主人公のことを「お兄さま」と呼ぶ。
薫（かおる）（声：白井うさぎ）
130cm、26kg。妹たちの中では、元気で運動が得意なタイプ。いわゆるボク少女である。主人公のことを「おにぃ」と呼ぶ。
真由（まゆ）（声：安堂りゅう）
122cm、23kg。妹たちの中では、一番子供っぽく、明るく甘えん坊タイプ。年齢も一番下で、主人公と初めて会った頃は小学校にも入っていなかった。主人公のことを「お兄ちゃん」と呼ぶ。

### サブキャラクター
友美（ともみ）
主人公のクラスメイト。委員長でもある。音楽を専攻。なお、友美からの告白イベントも『repure』では設けられているが、攻略対象ではない。
聖羅（せいら）
『premo』に登場。主人公の転校元の学校で、主人公とはクラスメイトであった。ゴールデンウィークに、主人公に会いにやってくる。また、聖羅からの告白イベントも設けられているが、攻略対象ではない。
梁元（やなもと）
主人公のクラスメイト。友美のことが気になっている。
摩季（まき）
薫のクラスメイト。攻略対象キャラクターの友達としては名前が割り当てられている数少ないキャラクター（その他のキャラクターは単に少女1などと呼ばれる）。但し、立ち絵は設けられていない。
響子ママ、薫ママ、真由ママ
攻略対象キャラクターたちの母。
天の声
ゲームを導くナレーター。詳細はゲームシステム節の二人称表現を参照。

## ゲームシステム
ゲームシステムは、シナリオエンジンに吉里吉里を使用した、一般的な選択型アドベンチャーとなっている。
通常、平日は、「起床」「朝の通学」「昼の学校生活」（主に友美との会話となる）「放課後」の行動を順次選択して夜を迎える。休日は、日中の行動を選択して夜を迎える。平日の放課後や休日の日中の行動では、（妹たちのいる場所と合わせて）マップ表示が行なわれ、移動先をマップ上で選択する操作系となっている。その他の選択は全てテキスト選択である。平日、休日ともに、夜は日中の行動によって、妹たち、友美（repureの場合）、聖羅（premoの場合）からのメールを閲覧、返信する時間となる。メールの閲覧画面は携帯電話風の演出となっている。
妹たちの好感度がアップした場合には、妹たちのアップ立ち絵とともに、少女漫画などで見られるきらきら星の演出が行われるようになっている。また、妹たちの考えや心境を妹たちの視点で演出するシナリオパートも設けられている。
その他、以下のような試みが盛り込まれている。これらは「主人公とプレイヤーとの一体感を高める」ことを目的としている。
- 二人称表現
ナレーター役を設け、主人公の考えはナレーターに話させる。これにより主人公の考えを主人公自身に話させる必要がなくなり、主人公との一体感を高める効果があるとしている。
- 行動のコマンド化
ストーリー分岐を行なわない場所においても、「主人公の行動を選択させる」選択肢を表示する。これにより、ストーリー分岐を選択（シナリオライター曰く「ストーリーラインを選択」）するのではなく、主人公の行動を選択するのだという視点から、主人公との一体感を高める効果があるとしている。

但し「行動のコマンド化」については、「1択選択肢（ストーリー分岐を伴わない選択肢で、選択可能な項目は1つのみ、しかも選択肢であるが故にオートモードが中断してしまう）がアダルトパートにおいて多発する」点を問題視する声が多く、『repure』では後に発表されたパッチで、1択選択肢を自動選択可能とするモード設定が設けられている。また、『premo』では初期からこのモード設定が設けられている。

## シリーズ作品の違い
シリーズ作品においては細部では様々な部分が異なるが、大きな違いとしては以下の点が挙げられる。
作品描写時期による違い
『repure』では、妹たちが妹ペットになるシーン（4月13日）は冒頭で軽く流されるだけで、それ以降のストーリー（作中日付では5月12日以降）が描かれている。『premo』では、『repure』よりも前の時期、昔住んでいた街に戻るシーン（3月20日）から始まっており、妹たちとの再会、そして妹たちが妹ペットになるまでの過程を含んでいる。
『repure』ではゴールデンウィークの時期を含んでおり、転校元の学校で親しかった聖羅がゴールデンウィークに主人公に会いにやってくる描写を含んでいる。また、友美が持っていた一部の役割（告白イベント等）を聖羅が受け持っている。
システム
アダルトシーンにおいて、『repure』ではCG差分によって実現していた動画処理を、『premo』ではAfter Effectsアニメーションに変更している。
アイキャッチ
『repure』では日付の変わり目で攻略対象キャラクターによるアイキャッチ的な演出が設けられていたが、『premo』では不採用となっている。
主題歌
『premo』には主題歌が設けられている。

## スタッフ
- シナリオ・スクリプト : 苦魔鬼轟丸
- 原画・背景 : みそおでん|みそおでん